# Gare de Moutier
La gare de Moutier est une gare ferroviaire suisse des lignes de Bâle à Bienne (ligne du Jura), de Sonceboz-Sombeval à Moutier et de Soleure à Moutier. Elle est située à l'est du centre-ville de la commune de Moutier, dans l'arrondissement administratif du Jura bernois du canton de Berne.

## Situation ferroviaire

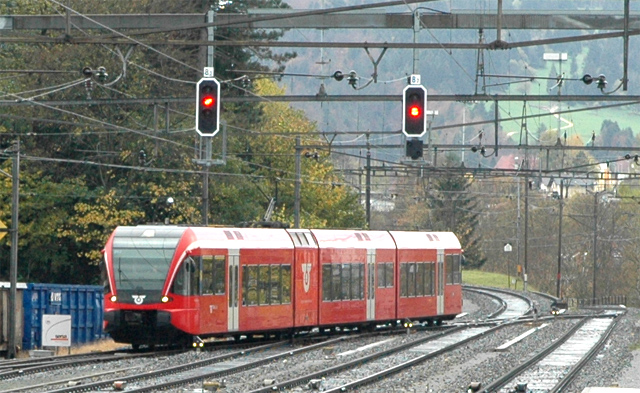
bls trein

Établie à 529 mètres d'altitude, la gare de bifurcation de Moutier est située au point kilométrique (PK) 73,40 de la ligne de Bâle à Bienne (ligne du Jura), entre les gares voyageurs en service de Delémont et de Granges. Elle est également, l'aboutissement : au pk 73,40 de la ligne de Sonceboz-Sombeval à Moutier, après la gare de Court, et au pk 22,09 de la ligne de Soleure à Moutier, après la gare de Grandval.

## Histoire
La gare de Moutier est mise en service le 16 décembre 1876, lors de l'ouverture à l'exploitation de la ligne de Delémont à Moutier.